# تپه قلات شهرستن
تپه قلات شهرستن مربوط به هزاره اول (پیش از میلاد) است و در شهرستان پیرانشهر، بخش مرکزی، دهستان منگور غربی، روستای شهرستن واقع شده است. این اثر در تاریخ ۳۰ دی ۱۳۸۵ با شمارهٔ ثبت ۱۶۸۶۳ به عنوان یکی از آثار ملی ایران به ثبت رسیده است.